# Ведекинд, Иоганн Генрих
Иоганн Генрих Ведекинд (нем. Johann Heinrich Wedekind (Weidekind, Wedekindt); вариант имени — Иоанн или Иван Генрих, 15 августа 1674, Германия — 8 октября 1736, Санкт-Петербург) — живописец, один из основоположников светского портретного жанра в русском искусстве.

## Биография
Учился живописи у художника Эрнста Вильгельма Лондицира.
Работал в Любеке (1698), Риге и Ревеле. С 1700 года гражданин пригорода Ревеля и член местного цеха ремесленников — после женитьбы на дочери городского аптекаря Анне Катарине Гейденрейх (Хейденрейх).
После 1715 года работал в Нарве, с 1720 года — в Санкт-Петербурге.
В 1698 году намеревался занять должность придворного художника шведского короля. До 1719 года работал как художник преимущественно в Швеции. Достиг известности как портретист короля Карла XII, шведских адмиралов, полководцев и других известных государственных деятелей.
Много писал по заказам Петра I и его двора. Среди его работ — портреты Петра I, Екатерины I (1726, копия с картины Ж. Наттье, Нарвский городской музей), Анны Ивановны (1730-е, копия с работы Луи Каравака), а также герцога Голштейн-Готторпского, композиция «Персона Петра I и прочих царей» (1734).
Как придворный художник принял подданство Российской Империи.
С 1732 преподавал рисование в Сухопутном шляхетном корпусе в Санкт-Петербурге.

## Творчество
Наиболее известные картины Ведекинда: портреты М. А. Меншиковой и А. А. Меншиковой, дочерей светлейшего князя (1720-е, Павловский дворец-музей), портрет Ульриха Вирбаха (1731, Самарский художественный музей), портрет Елизаветы Екатерины Христины, принцессы Мекленбургской, ставшей в 1740 году правительницей Российской Империи Анной Леопольдовной (1732, Государственный исторический музей, Москва).
Сохранились и другие работы Ведекинда — копия с портрета царя Михаила Федоровича Романова (1728, Государственная Третьяковская галерея), портрет Петра II (копия с И. Люддена), портрет Адама Густава фон Ульриха (подпись: «A.G.v Ulrich, Natus 1710-E. 3 Sep.», и ниже «I.H.Wedekind. Fecit 1731. a Revall»).
Сохранилось «Дело о выдаче денег Ивану Генриху Ведекинду» от марта-декабря 1725 года. Согласно материалам этого дела Екатерина I приказала выплатить художнику «сто червонных или мелкими деньгами двести рублев» за написанные им портреты Петра I, цесаревен Анны Петровны и Елизаветы Петровны, герцога Голштейн-Готторпского, а также миниатюрные копии портретов Анны Петровны и герцога Голштейн-Готторпского. Кроме того, в этом документе перечислены ещё четыре картины художника «в полный человеческий размер». Первая представляет «Рождество спасителя нашего господа Иисуса Христа», вторая — об Иове «как он в своей печали и терпеливости сидит», третья — «честной старой муж сидит и трубку табаку курит», а четвёртая — «света славному языку Сенеку кровь пущают, от которой он и умер напрасно».

## Наследие
Большинство картин Ведекинда были без подписи. Установлено авторство пятнадцати произведений, находящихся в России, из которых десять подписаны художником. Работы Ведекинда хранились преимущественно в частных собраниях.
После Октябрьской революции в период национализации в 1920-е годы картины Ведекинда через Петроградское отделение Государственного музейного фонда были отправлены в губернские музеи.

## Критика
В «Записках о живописи и живописцах в России» мемуарист XVIII в. Я. Штелин писал о нём: «Ведекинд — при Кадетском корпусе посредственный живописец, но ловкий и прилежный копиист, заполнил почти все стены в петербургских домах своими копиями портретов императорской семьи и знатных господ».
Возможно, от творческого процесса художника отвлекали постоянные заботы об аптеке после смерти тестя в 1731 г. А после кончины самого художника его вдова не смогла самостоятельно управлять делами аптеки и вынуждена была её продать.

## Галерея

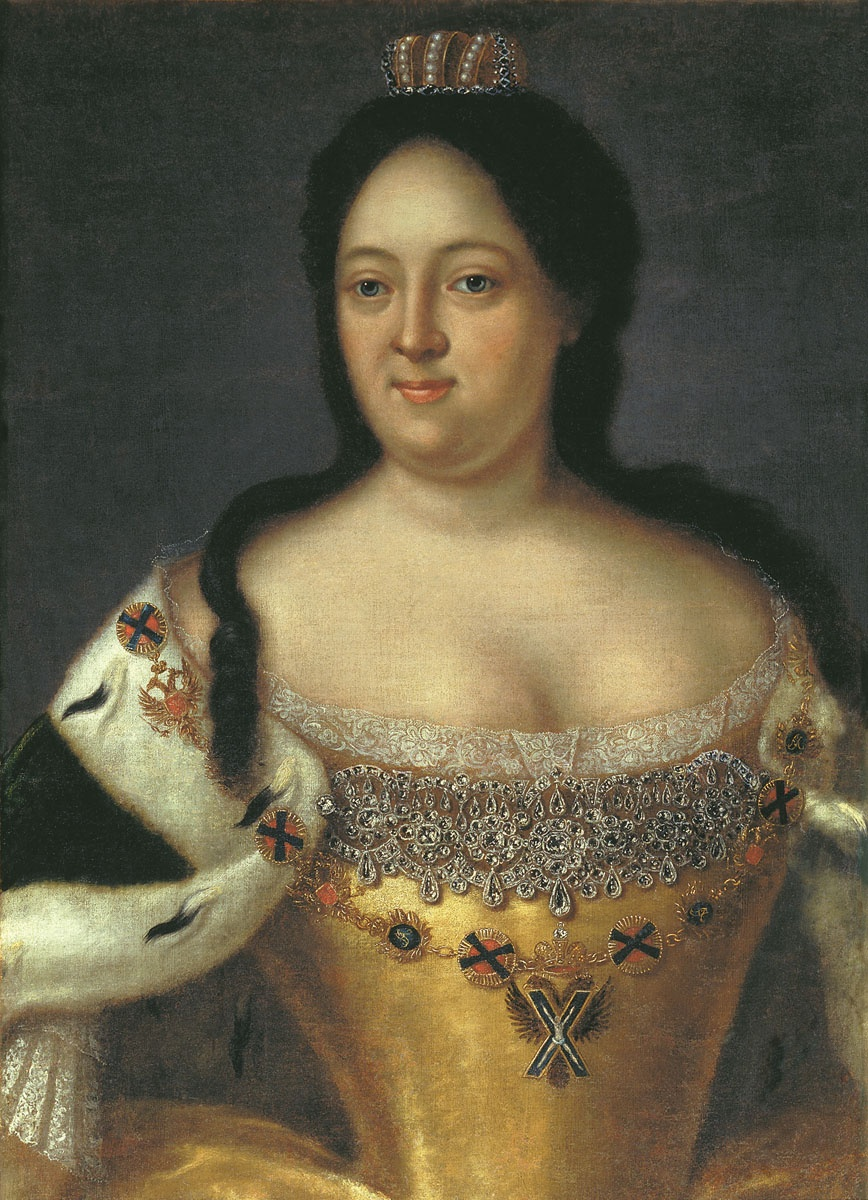
Анна Иоанновна. Самарский областной художественный музей.
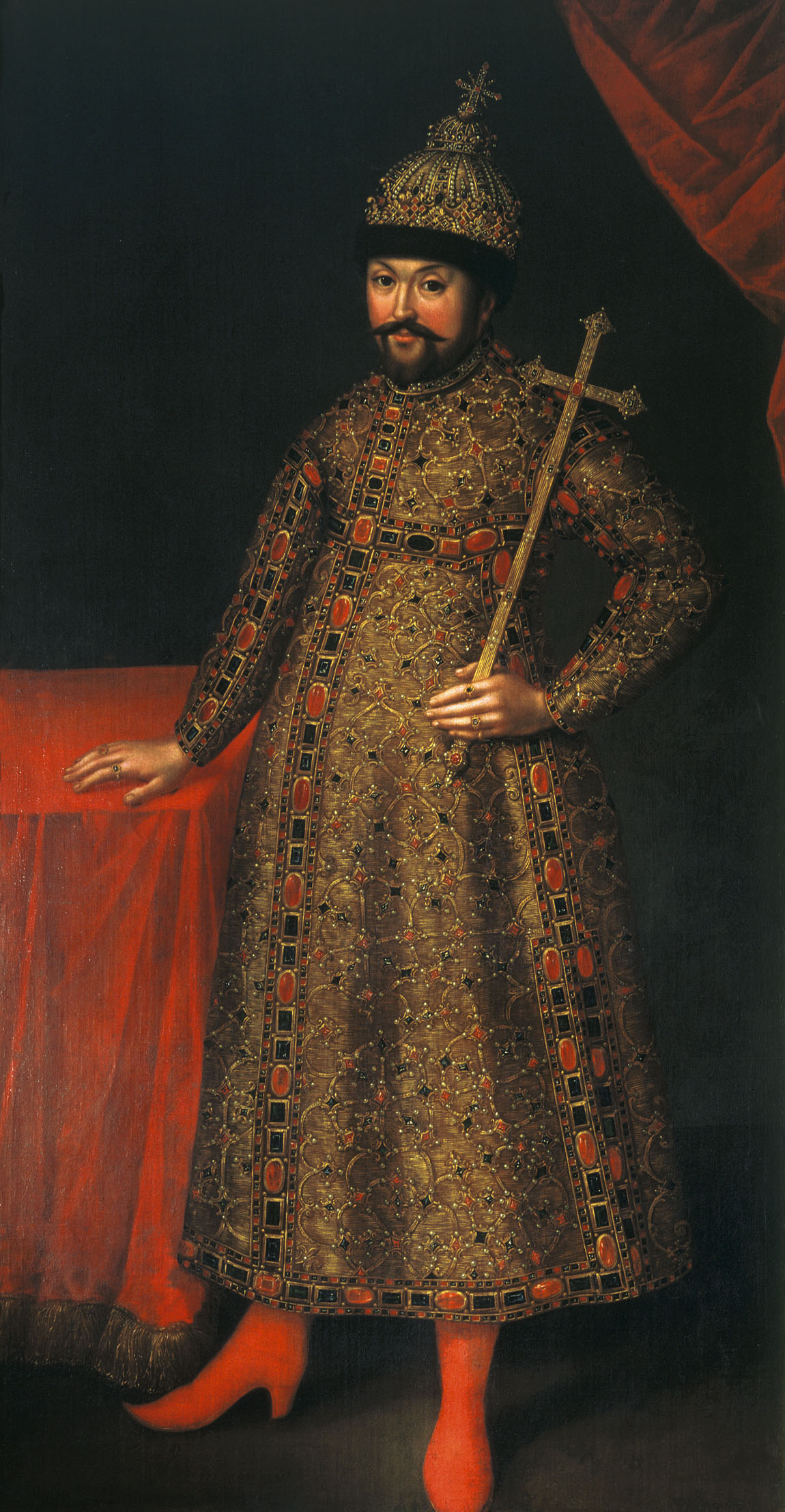
Михаил Романов. ГТГ.
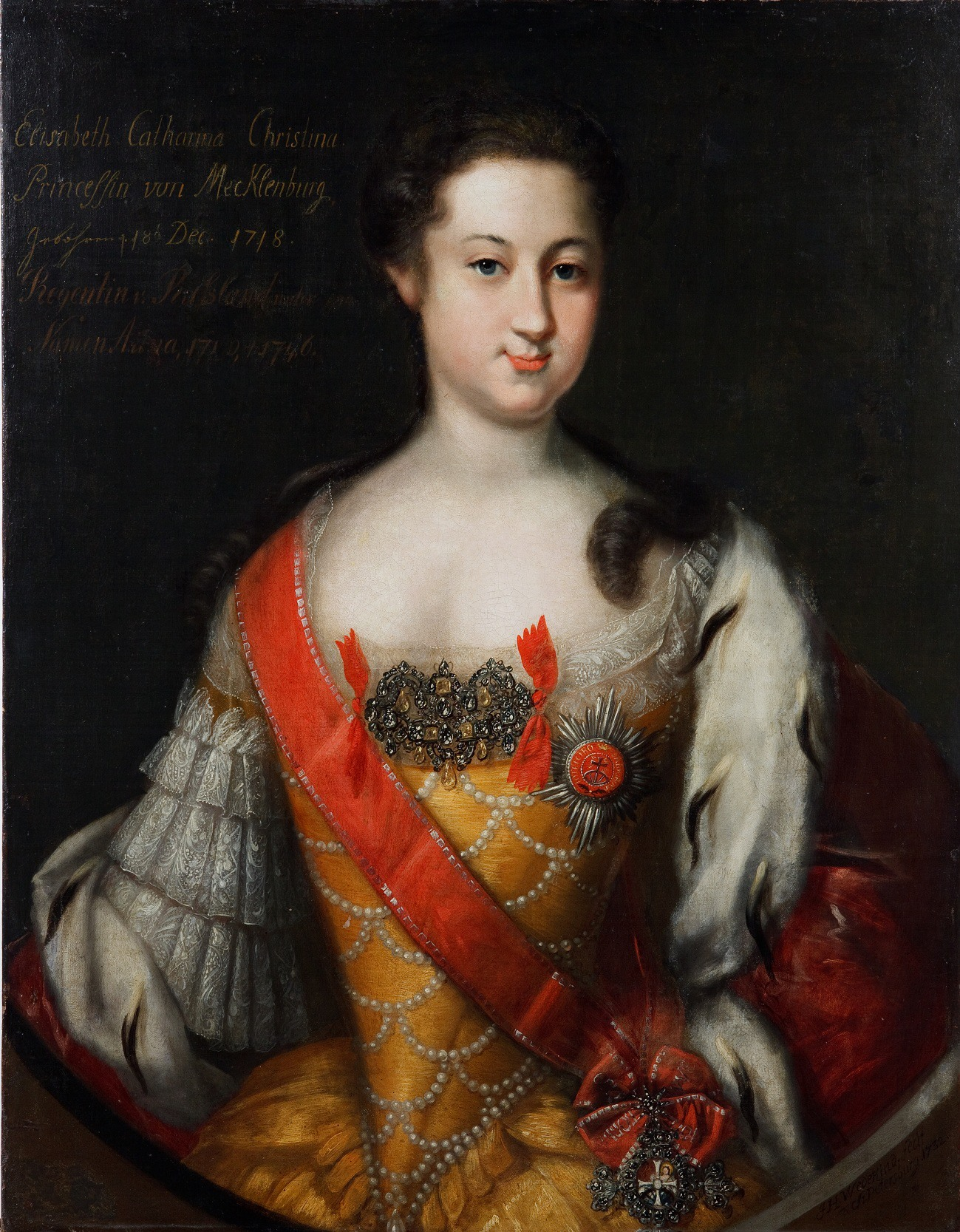
Анна Леопольдовна.
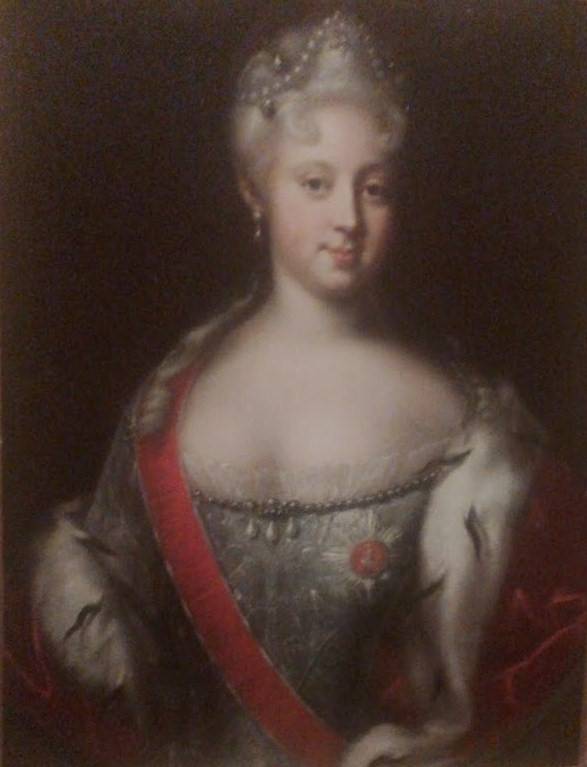
Елизавета Петровна.
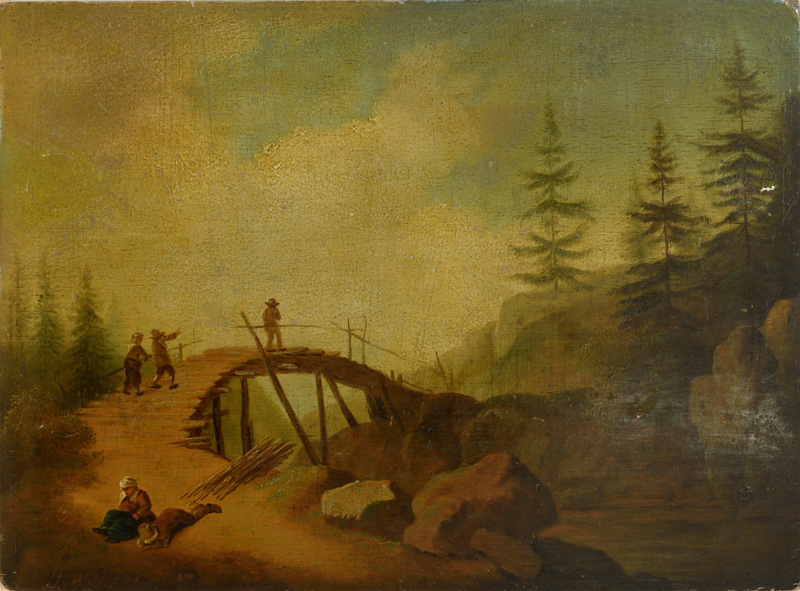
Пейзаж с мостом. Эстонский художественный музей.